# كلود فابر
كلود فابر (بالفرنسية: Claude Fabre)‏ هو فيزيائي فرنسي، ولد في 23 أبريل 1951.